# Спиридонова, Наталья (легкоатлетка, 1963)
Наталья Спиридонова (род. 6 апреля 1963) — советская легкоатлетка, специалистка по спортивной ходьбе. Выступала за сборную СССР по лёгкой атлетике в 1980-х годах, победительница и призёрка первенств всесоюзного значения, участница Игр доброй воли в Москве и чемпионата Европы в помещении в Будапеште. Представляла Москву.

## Биография
Наталья Спиридонова родилась 6 апреля 1963 года. Занималась лёгкой атлетикой в Москве.
В 1986 году выступила в ходьбе на 10 000 метров на всесоюзном чемпионате в рамках Игр доброй воли в Москве, но сошла с дистанции, не показав никакого результата.
В 1987 году в той же дисциплине выиграла серебряную медаль на чемпионате СССР в Чебоксарах, в ходьбе на 10 км одержала победу на Мемориале братьев Знаменских в Ленинграде. В том же сезоне на соревнованиях в Алуште установила свой личный рекорд в дисциплине 20 км — 1:34:40.
В 1988 году была лучшей в ходьбе на 3000 метров на чемпионате СССР в помещении в Волгограде, в составе советской сборной финишировала шестой на чемпионате Европы в помещении в Будапеште.
В 1990 году взяла бронзу в ходьбе на 10 км на зимнем чемпионате СССР в Сочи.